# Дестини (модул)
Дестини (на английски: Destiny) е американски лабораторен модул за изследвателски цели на борда на Международната космическа станция (МКС). Прикачен е към свързващия модул Юнити и активиран за период от пет дни през февруари 2001 г. Дестини е първата орбитална изследователска станция на НАСА след изоставянето на Скайлаб през февруари 1974 г.
Астронавтите извършват разнообразни експерименти в херметизирания модул. Учени от различни части на планетата ще използват тези проучвания за да увеличат успеха на своите изследвния в областта на медицината, инженерството, биотехнологията, физиката и науките за Земята.
Компания Боинг започва конструирането на 16 тонната изследователска лаборатория през 1995 г. в Център за космически полети Маршал в Хънтсвил, Алабама. Дестини е пренесена в Космически център Кенеди през 1998 г. и НАСА започва приготовления за бъдещото изстрелване. То се състои на 7 февруари 2001 г. на борда на космическа совалка Атлантис с полет STS-98.

## Конструкция
Алуминиевият модул е дълъг 8,5 m и широк 4,3 m. Включва три цилиндрични отделения и два конусовидни люка, през които астронавтите могат да влизат и излизат от модула. Задния отсек е свързан с предния отсек на модул Юнити, а предния отсек на Дестини е свързан със задния отсек на модул Хармъни. Сферичен прозорец с диаметър 520 mm е разположен централно от едната страна на модула.
На всеки от двата отсека за скачване има по един люк. Обикновено двата люка са отворени, освен ако не се наложи Дестини да бъде изолиран от останалата част на станцията. Всеки люк има прозорец. Люковете могат да се отварят и затварят от всяка страна на модула.
Стъкленият прозорец е оптически чист с телескопично качество и се използва за наблюдение на Земята. Екипажът на МКС използва камери с много висока резулюция за да заснеме изменящите се земни пейзажи. Прозорецът има капак, който го предпазва от евентуален удар с микрометеорит или някакъв космически отпадък. Космонавтите отварят капака ръчно за да използват прозореца.
Изображенията заснети от Дестини дават материал на геолози и метеоролози шанса да излседват за вероятни наводнения, лавини, планктонни цъфтежи в океаните по начин, който не се е използвал преди, също така учените могат да изследват глетчери, горски пожари, развитието на урбанизацията и т.н.

## Оборудване
Дестини пристига до МКС оборудвана с пет стелажа помещаващи електрозахранването и живото-поддържащите системи, които осигуряват електричеството, изстудяват водата, произвеждат въздушна вентилация и изпълняват контрол над температурата и влажността на въздуха. Седем допълнителни стелажа са доставени до Дестини с помощта на Многофункционалния товарен модул Леонардо с мисия STS-102 на НАСА и още 10 стелажа са доставени с последвалите мисии. Американския модул може да съдържа до 13 стандартни товарни стелажи с експерименти от човешките науки, излседвани материали, земни наблюдения и др. Лабораторията има 24 стелажа по 6 на всяка от четирите страни.
С пристигането на европейскита и японската лаборатории, стелажите (от типа международен стандартен транспортен стелаж) на Дестини могат да се разместват и да се пренасят в различните лаборатории на МКС. Всеки стелаж е дълъг около 2 m, широк 1,05 m, и дълбок 85,9 cm. Тежи 104 kg, и побира до 700 kg съдържание.

### Научно оборудване
Дестини съдържа Лабораторен фризер на минус осем градуса транспортиран до станцията с полет STS-121. Фризерът се използва както за съхранение на проби така и за съхранение на реактиви на борда на станцията. Използва се за транспортирането на пробите от станцията в температурно контролирана среда.
На прозорецът на Дестини е инсталирана т.нар. Земеделска видеокамера (AgCam). Това е многоспектрална система за изображения построена и предимно оперирана от студентите от Университета в Северна Дакота. Целта ѝ е да прави чести снимки във видимата и инфрачервената области в земеделските райони на Земята.

## Външни пепратки
- ((en)) Лабораторен модул Дестини в уебсайта на НАСА Архив на оригинала от 2007-07-09 в Wayback Machine..